# Abbazia di San Giorgio di Boscherville
L'abbazia di San Giorgio di Boscherville (in francese: Abbaye Saint-Georges de Boscherville) è un'abbazia maurista di Saint-Martin-de-Boscherville, nel dipartimento della Senna Marittima.